# Friedrich David Michaelis

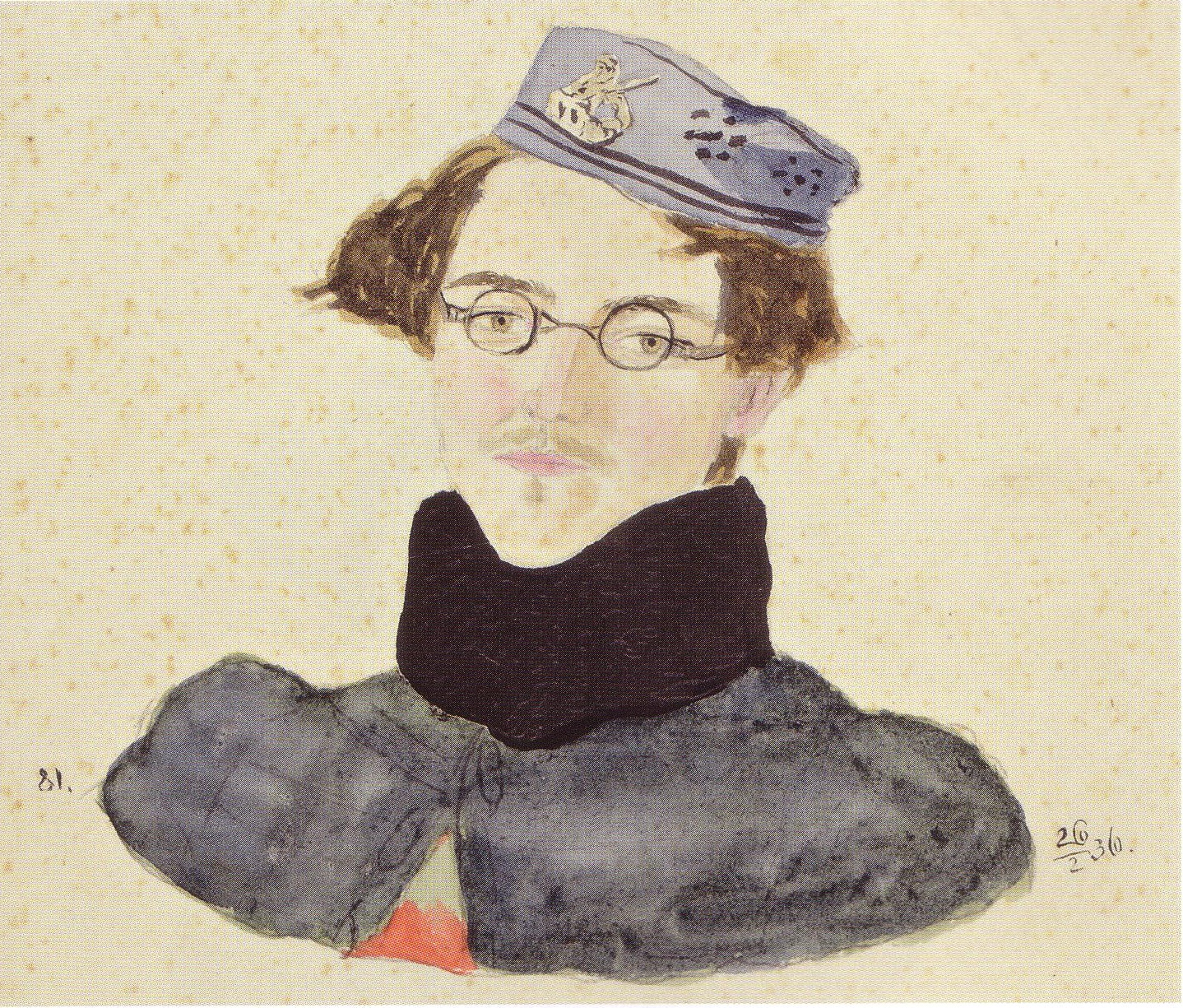
Friedrich Michaelis

Friedrich David Michaelis (* 28. Juli 1813 zu Czarnikau, Großherzogtum Posen; † 17. Februar 1892 in Königsberg i. Pr.) war ein deutscher Anglist und Gymnasiallehrer.

## Leben
Michaelis besuchte das Mariengymnasium in Posen, von dem er Michaelis 1834 mit dem Abitur abging. Er immatrikulierte sich an der Albertus-Universität Königsberg für Philologie und wurde Mitglied der Corpslandsmannschaft Scotia. 1838 zum Dr. phil. promoviert, absolvierte er das Probejahr am Collegium Fridericianum. Nachdem er 1840 die Oberlehrerprüfung bestanden hatte, kam er Michaelis 1841 als Hilfslehrer an die höhere Bürgerschule in Löbenicht, das spätere Löbenichtsche Realgymnasium. Dort unterrichtete er Französisch und Englisch. An der Albertina lehrte er als Privatdozent. Von 1853 bis 1856 war er Mitglied der wissenschaftlichen Prüfungskommission für Lehrer.
Als 1. Oberlehrer trat er Michaelis 1880 in den Ruhestand. Zurückgezogen starb er im 79. Lebensjahr.

## Programm-Abhandlungen
- Abriß der englischen Literaturgeschichte, 1. Abschnitt. Königsberg 1846[4]
- Abriß der englischen Literaturgeschichte 2. Abschnitt. Königsberg 1851[4]
- Geschichte der englischen Prosa. Königsberg 1858[4]
- Edward Young und seine Zeit. Königsberg 1868[4]